# Seehausen (Oberuckersee)
Seehausen è una frazione del comune tedesco di Oberuckersee, nel Brandeburgo.

## Storia
Il 31 dicembre 2001 il comune di Seehausen venne fuso con i comuni di Blankenburg, Potzlow e Warnitz, formando il nuovo comune di Oberuckersee.